# Kościół św. Anny i św. Ducha w Kazimierzu Dolnym
Kościół świętej Anny i Świętego Ducha – jeden z zabytkowych kościółów w Kazimierzu Dolnym. Obecnie jest to kościół filialny parafii św. Jana Chrzciciela i św. Bartłomieja Apostoła. Znajduje się na trasie szlaku Renesansu Lubelskiego.

## Historia

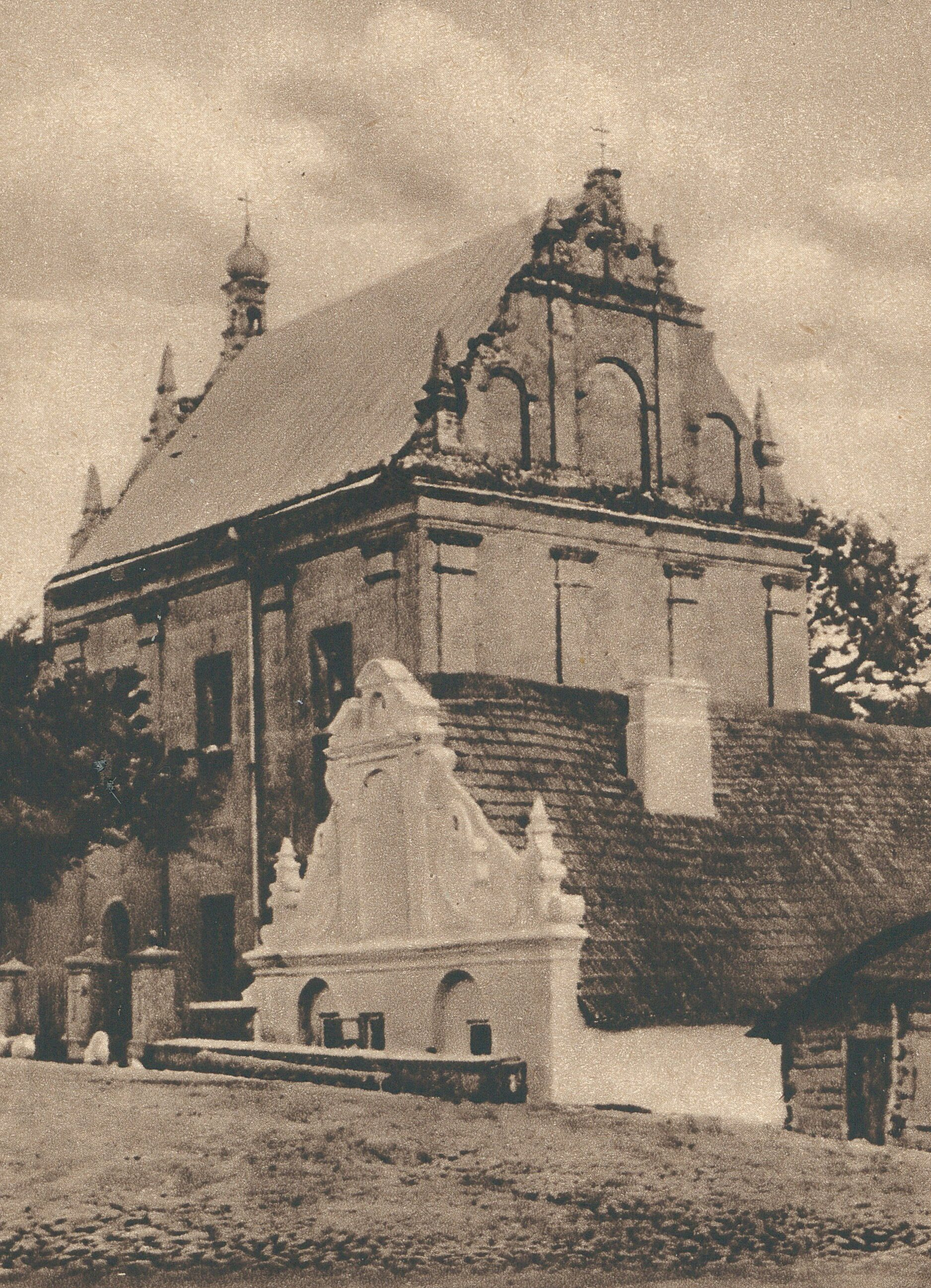
Widok kościoła przed 1939

Kościół rozpoczęto budować w 1649 roku pod kierunkiem prepozyta Jana Izidora de Flores i być może przy udziale architekta Piotra Likkiela, serwitora królewskiego, lecz ze względu na przerwy w budowie spowodowane „Potopem szwedzkim” samo ukończenie i konsekracja świątyni nastąpiła dopiero w 1671 roku. Kościół wzniesiono w miejscu wcześniejszej kaplicy św. Ducha.

## Architektura

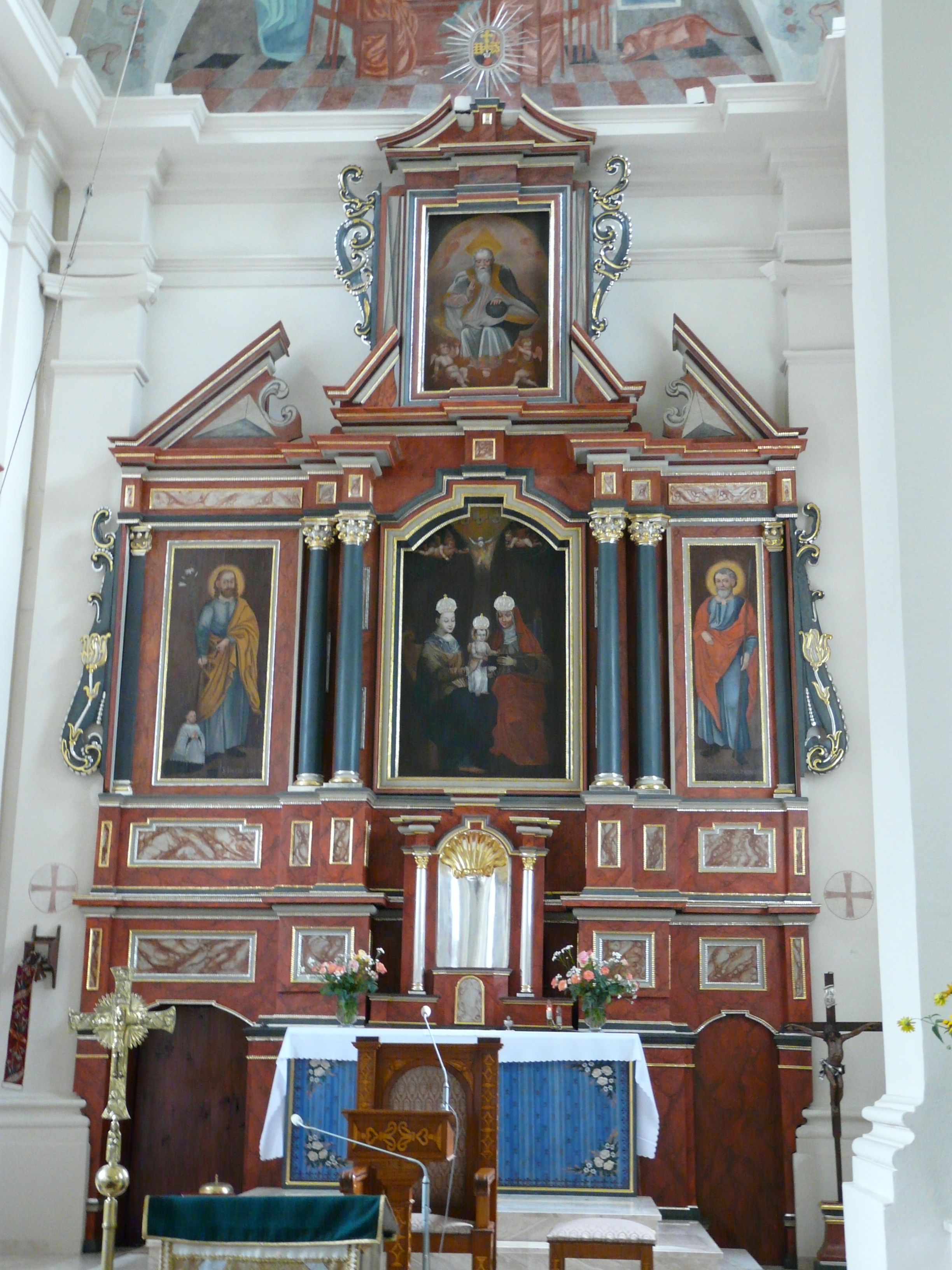
Ołtarz

Budowla jest wzorowana na kościele parafialnym. Składa się z jednej nawy prostokątnej oraz węższego od nawy, półkoliście zamkniętego prezbiterium z zakrystią, pod którą znajduje się sklepione podziemie. Jest to świątynia wzniesiona w stylu renesansu lubelskiego. Mury zostały wykonane z kamienia wapiennego oraz z cegły. Otwory okienne są umieszczone w każdym polu między pilastrami ścian nawy oraz w co drugim polu ścian prezbiterium. 
Szczyty nawy posiadają dekorację w stylu renesansowym podobną do frontowego szczytu kościoła parafialnego. Cztery pilastry szczytu zakończone są pinaklowymi sterczynami. Elewacje boczne nawy oraz ściany prezbiterium także ozdobione są pilastrami: po cztery pilastry na każdej elewacji bocznej nawy i osiem na ścianach prezbiterium. Nad ścianą tęczy jest umieszczona, tak jak w kościele parafialnym sygnaturka. Znajdujące się w nawie sklepienie beczkowe z lunetami ozdobione jest siatką sztukatorską, tak samo jak w kościele parafialnym, ale jest ona bardziej prosta i skromniejsza. Znajdujące się w prezbiterium sklepienie beczkowe posiada schodzące się lunety, szwy lunet są ozdobione dekoracją sztukatorską. Prezbiterium wewnątrz jest zakończone prostą ścianą, znajdującą się prostopadle do osi podłużnej świątyni, za którą są umieszczone, na dwóch poziomach w pseudo absydzie (o formie półkolistej): skarbiec i zakrystia. Wewnętrzne, drewniane wyposażenie świątyni pochodzi z XVII wieku, ale późniejsze przemalowania zeszpeciły jego wygląd.

## Szpital
Obok kościoła zachował się budynek dawnego szpitala. Najstarszy z przekazów historycznych z 1530 roku dotyczy zapisu 50 grzywien przeznaczonych przez Stanisława Ruszkiewicza na szpital, zaś sam dokument dołączony został do erekcji wznoszonego od poł. XVII w. kościoła św. Anny. Pierwszy opis szpitala, powstały w 1603  r. przy okazji wizytacji biskupiej, zawierał m.in. informacje o ówczesnej rozbudowie budynku, dowodząc tym samym wcześniejszej metryki jego południowej części. Lata 1625-35 charakteryzowały się licznymi dotacjami na szpital dokonywanymi po zarazie z 1625 roku, a z którymi to przychodami wiąże się kolejną fazę w rozwoju budynku szpitalnego, tj. powstanie manierystycznego szczytu od strony ul. Lubelskiej. W latach 1947–48 nastąpiła odbudowa dawnego budynku szpitalnego po niewielkich zniszczeniach wojennych, a pomiędzy 1953 i 1957 rokiem jego adaptacja na Dom Kultury i bibliotekę.